# ДЮСШ им. М.М. Ботвинника
ДЮСШ им. М. М. Ботвинника (Школа Ботвинника) — спортивная шахматная школа. Открылась в 1936 году в Доме пионеров на Стопани, а сейчас входит в состав государственного бюджетного общеобразовательного учреждения «Воробьевы горы». Ранее носила название ДЮСШ № 3.

## История школы

### Довоенные годы

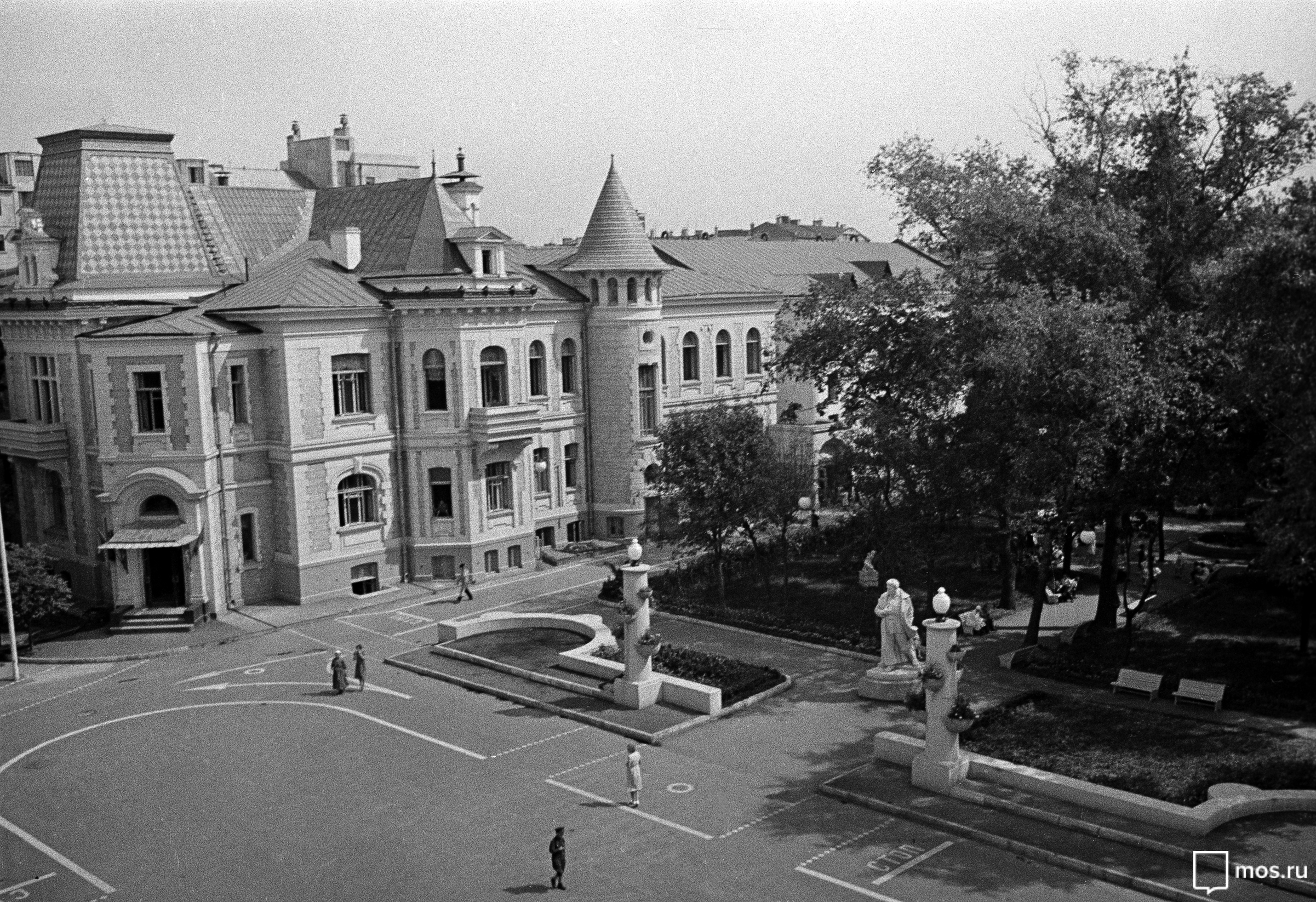
Дворец Пионеров на Стопани

Спортивная шахматная школа Ботвинника ведёт свою историю с 1936 года, когда в городском Доме пионеров на Стопани была создана шахматная секция. Его первыми тренерами стали известные шахматисты Михаил Юдович (старший) и Сергей Белавенец.
В ноябре 1937 года в Доме пионеров состоялся первый чемпионат по шахматам, а 18 июля 1938 года прошла встреча юных игроков с чехословацким гроссмейстером Сало Флором. Четыре партии из 50 выиграли ученики Дома пионеров. Одним из них был будущий гроссмейстер Юрий Авербах.

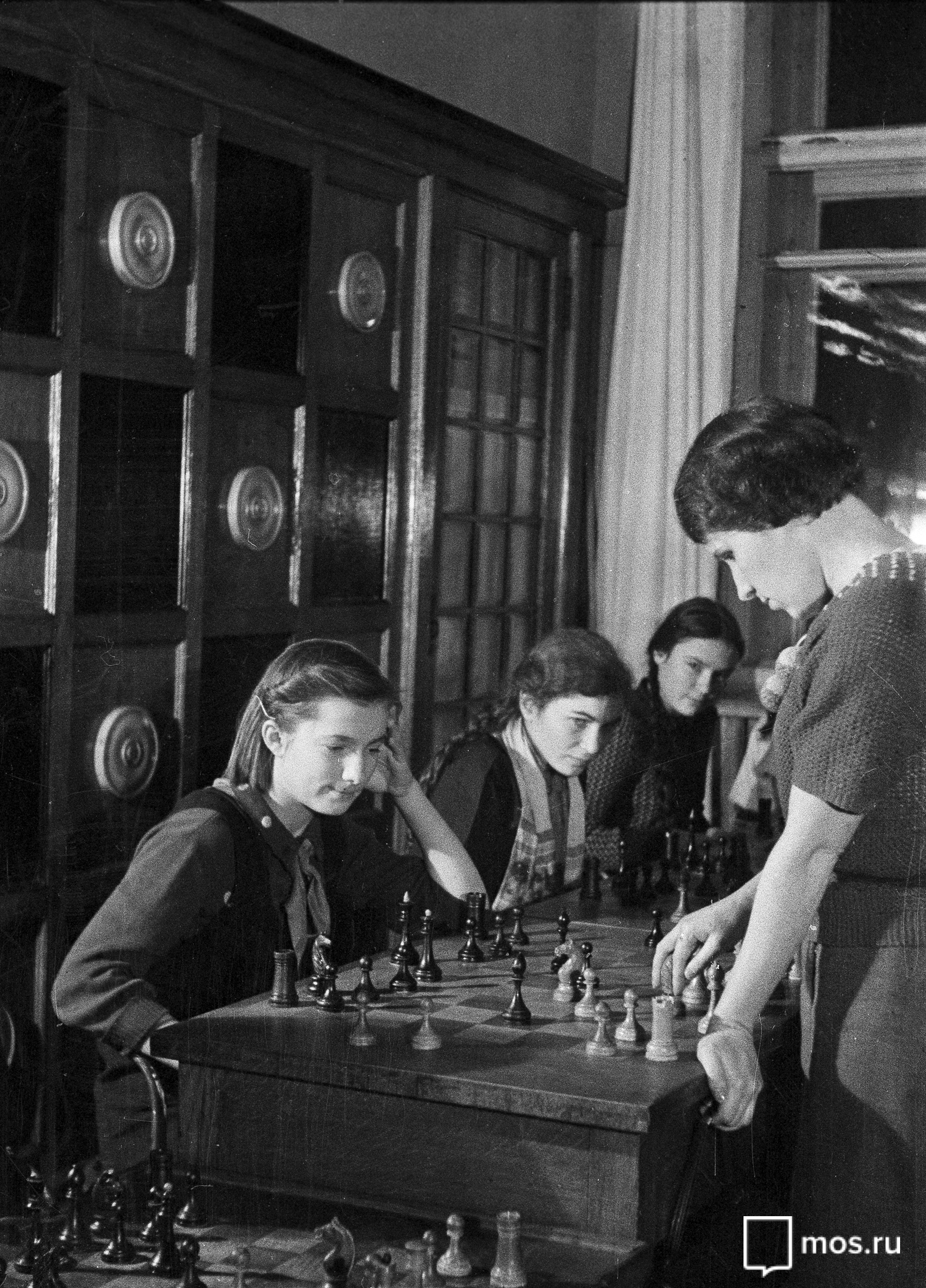
Сеанс чемпионки мира Елизаветы Быковой

С 1940 года в Доме пионеров работал лекторий для юных шахматистов Москвы. Ведущие московские мастера игры считали для себя делом чести прочитать здесь лекцию или дать сеанс одновременной игры. 

### Шахматная школа во времяВеликой Отечественной войны
С началом Великой Отечественной войны многие члены и преподаватели шахматного клуба ушли на фронт. Но даже в это сложное время люди находили в себе силы обращаться к шахматам. Артиллерист Евгений Пенчко — тренер — всю войну играл партию по переписке с летчиком Александром Репкиным. Партия так и не была закончена — Герой Советского Союза майор Репкин пропал без вести.
Один из тренеров шахматного клуба Дома пионеров Сергей Белавенец записался в ополчение и в 1942 году погиб на фронте под Старой Руссой, командуя взводом миномётчиков 56-й отдельной стрелковой бригады 1-й ударной армии Северо-Западного фронта.
Моисеев Олег — ещё один значимый тренер — Участник Великой Отечественной войны. В 1943 г. в боях под Витебском был тяжело ранен, но остался жив и после окончания боевых действий продолжил тренерскую карьеру.
Абрам Хасин в 1941 году добровольцем ушёл на фронт. В 1942-м после тяжёлого ранения мужчина потерял обе ступни. Позже он стал тренером шахматной секции Дома пионеров.

### Послевоенные годы и настоящее время

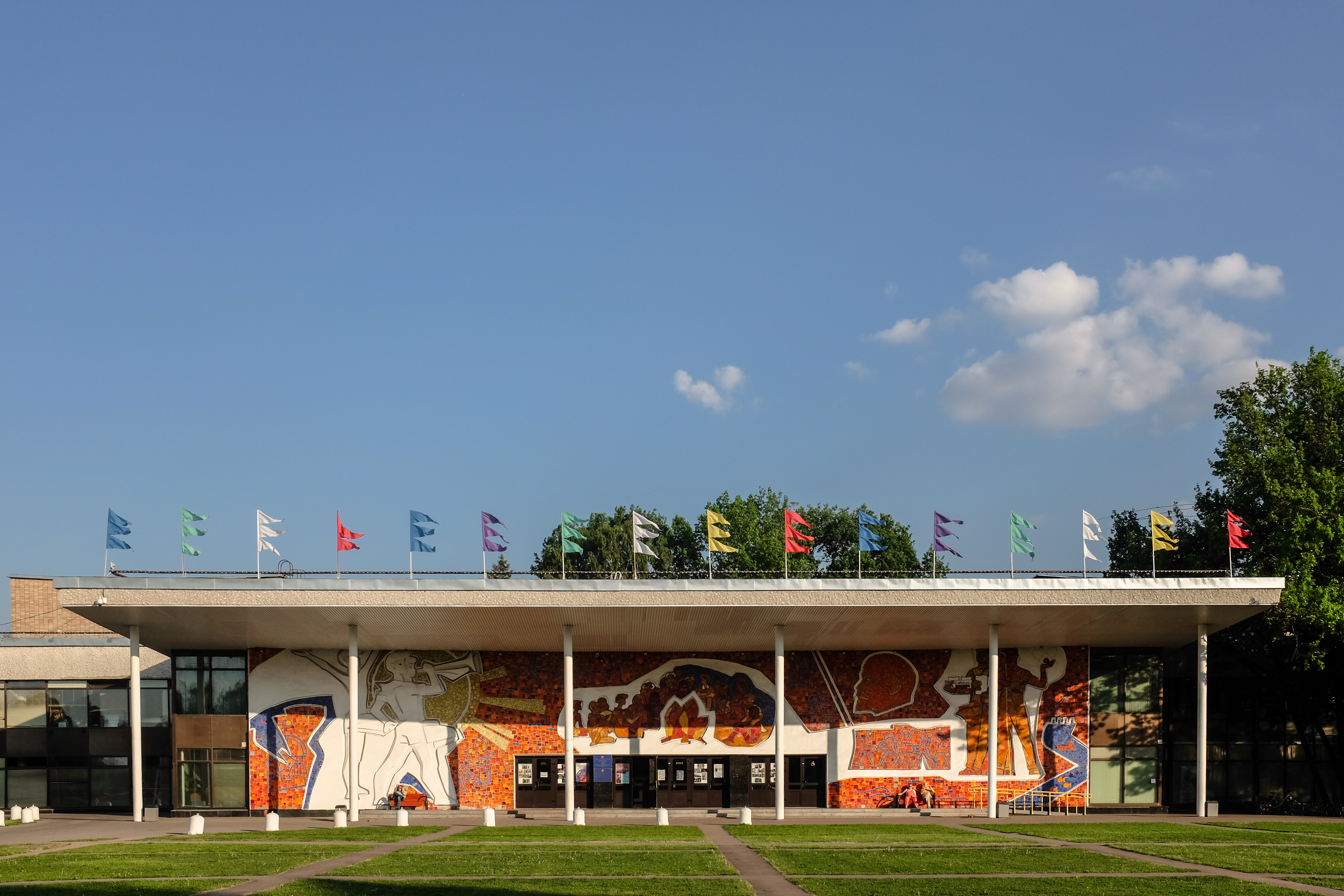
Московский Дворец Пионеров на Воробьевых горах

Отрывок из воспоминаний А. Быховского: "В Московский городской Дом пионеров (в то время он располагался в переулке Стопани) я пришел в первый послевоенный год. Шахматным кружком руководили Андрей Адольфович Ярошевский и недавно вернувшийся с фронта Евгений Ануфриевич Пенчко... Они, особенно более активный и темпераментный Е.А. Пенчко, создали в кружке удивительную атмосферу."
После окончания войны шахматная секция, вместе со всей страной, начала восстанавливать свои силы. Мощным импульсом к развитию стало выполнение воспитанником Дворца пионеров Юрием Авербахом звания международный гроссмейстер в 1951 году.
В 1962 году шахматная секция переехала в новый Дворец Пионеров на Воробьевых горах и уже в 1975 году Валерий Чехов — воспитанник шахматной секции выиграл чемпионат мира среди юниоров. Благодаря высоким спортивным результатам шахматная секция Московского дворца пионеров в 1976 году получила статус СДЮШОР № 3 (специализированная детско-юношеская школа олимпийского резерва). 
Примерно в это же время после окончания своей спортивной карьеры Михаил Ботвинник организовал свою шахматную школу с индивидуальным подходом к ученикам и отличающуюся методикой проведения спортивных сборов - шахматных сессий. На сессиях работали тренеры Московского дворца пионеров, такие как Марк Дворецкий, Александр Никитин, Юрий Разуваев. Школа Михаила Ботвинника просуществует до 90х годов, а потом в 2015 году переживет свое возрождение в слиянии с ДЮСШ № 3 при участии дочери Михаила Ботвинника — Ольги Михайловны Фиошкиной (Ботвинник). Про работу М.М. Ботвинника во Дворце Пионеров пишут А. Костьев и А. Калинин: " Михаил Моисеевич Ботвинник был частым гостем у юных шахматистов Дворца пионеров."
В 2011 году СДЮШОР № 3 была реорганизована в ДЮСШ № 3, а в 2015 году произошло объединение шахматных школ, в результате которого ДЮСШ № 3 получила имя Михаила Моисеевича Ботвинника и стала ДЮСШ им. М. М. Ботвинника.

## Учебно-методическая работа
Тренеры-преподаватели ДЮСШ им. М.М. Ботвинника на протяжении всей истории школы вели учебно-методическую и научно-исследовательскую работу. В шахматном мире получили признание такие работы, как:
Я. Б. Эстрин — «Шахматные дебюты. Полный курс»;
Ю. С. Разуваев — «Акиба Рубинштейн»;
А. С. Никитин — «Сицилианская защита. Схевенинген»;
В. Ф. Лепешкин — «Венская партия»;
О. Л. Моисеев — «Сицилианская защита. Система Паульсена»;
М. И. Дворецкий — «Учебник эндшпиля», «Школа будущих чемпионов», «Школа высшего мастерства»;
А. Г. Мазья — «Учебник шахматных комбинаций»;
А. М. Юсупов — «Школа будущих чемпионов»,
С.С.Фокин, А.Э. Ким — "Элементарная тактика",
С. С. Фокин, С. Ю. Новиков — «Тренировка игры в эндшпиле»,
С. С. Фокин, А. Э. Ким — «Современные шахматы. Атака на короля».

## Известные воспитанники

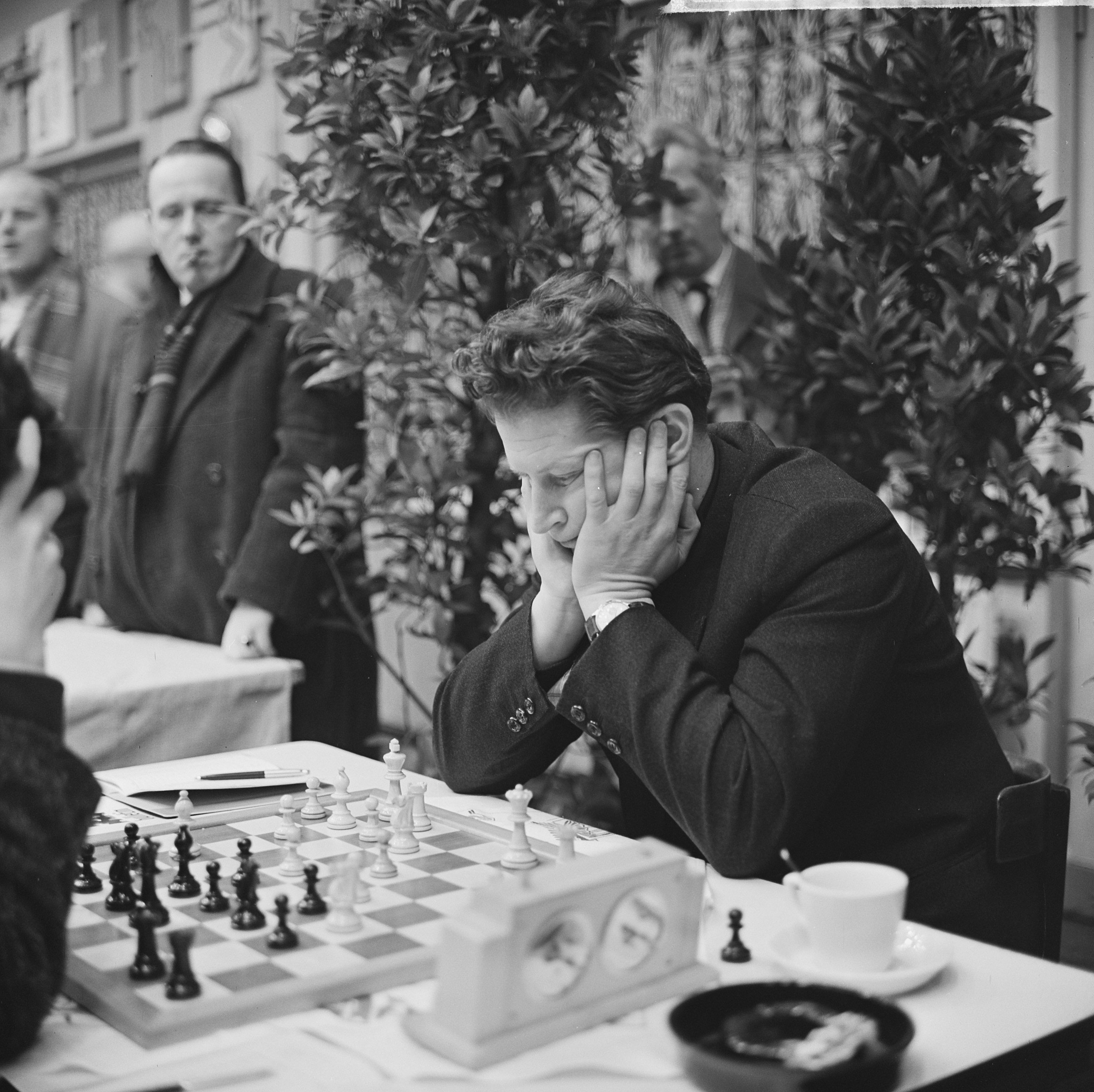
Юрий Авербах - первый гроссмейстер Московского Дворца Пионеров

Авербах Юрий — международный гроссмейстер, шахматный композитор, международный арбитр по шахматам.
Антипов Михаил - гроссмейстер, чемпион мира среди юниоров.
Ветохин Савва — гроссмейстер, чемпион мира до 10 лет.
Грачев Борис — неоднократный чемпион России среди юниоров в различных возрастных категориях (до 10, 16, 18 и 20), гроссмейстер.

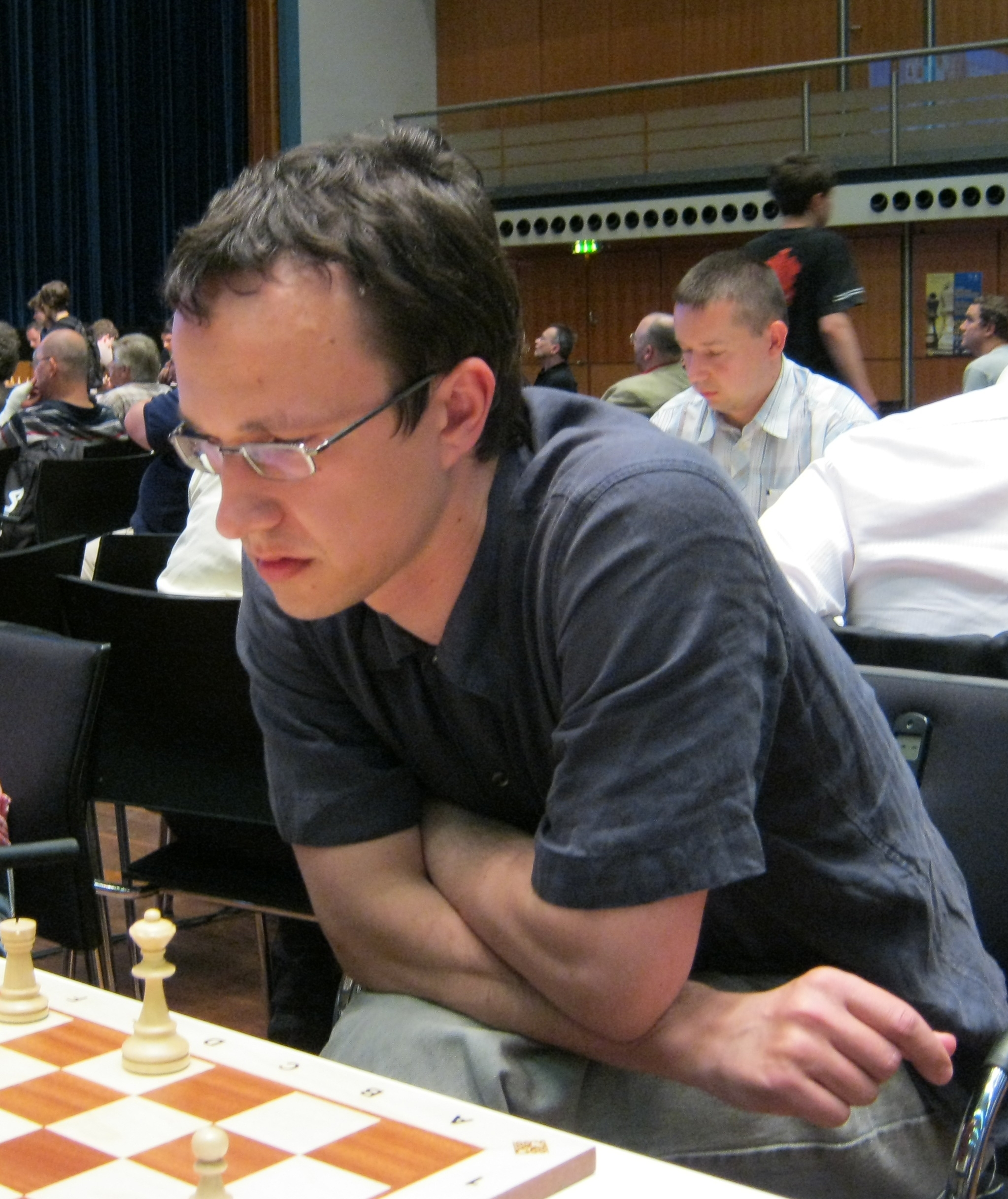
Звягинцев Вадим - международный гроссмейстер

Звягинцев Вадим — гроссмейстер, победитель XXXIII Всемирной шахматной олимпиады.
Закурдяева Ирина — гроссмейстер среди женщин, тренер.
Калинин Александр - гроссмейстер, заслуженный тренер России.
Кашлинская Алина — гроссмейстер среди женщин, чемпионка Европы среди женщин 2019 года, гроссмейстер России.
Ким Алексей — гроссмейстер, тренер, в составе сборной Южной Кореи участник 38-й Олимпиады в Дрездене.
Кобалия Михаил — гроссмейстер, главный тренер юношеской сборной России по шахматам (2011—2023).
Коротылев Алексей — гроссмейстер, тренер сборной России, мастер спорта России.
Крапивин Александр — гроссмейстер.
Красенков Михаил — гроссмейстер, старший тренер ФИДЕ.
Наумкин Игорь — гроссмейстер.
Макарян Рудик — международный мастер, мастер спорта России.
Оболенцева Александра — гроссмейстер, чемпионка юношеского чемпионата мира по шахматам, чемпионка мира среди школьников.
Пайкидзе Нази — международный гроссмейстер.
Рычагов Андрей — гроссмейстер, тренер.
Сычев Клемений — гроссмейстер, тренер.
Усков Артем - гроссмейстер, чемпион мира среди до 12 лет.
Чучелов Владимир — гроссмейстер, тренер.
Юсупов Артур — гроссмейстер, участник финального матча претендентов на звание чемпиона мира, заслуженный мастер спорта.

## Известные тренеры
Михаил Юдович
Сергей Белавенец
Евгений Пенчко
Юрий Разуваев
Марк Дворецкий
Александр Никитин
Владимир Вульфсон
Виктор Черный
Александр Мазья
Анатолий Быховский